# Global File System
Global File System (GFS)は、Linuxコンピュータ・クラスター用クラスタファイルシステムの一種である。
AFSやCoda、Google File System（同様にGFSと略される）などの分散ファイルシステムとは異なり、全ノードから同じ共有ストレージに同時にアクセスできる。
GFSでは非接続運用モードがなく、クライアントとサーバの区別がない。全てのノードは同等である。GFS共有ストレージとしては、ファイバーチャネル、iSCSI、AoEなどを主に使う。クラスターでGFSを使うには、フェイルオーバーによる冗長性を実装するGULMなどのサーバベースのロックマネージャ・プラグインや分散ロックマネージャ(DLM)を使う必要がある。単一ノードでGFSを普通のファイルシステムのように使う場合は "nolock" ロックマネージャを使うこともできる。GFS は自由ソフトウェアであり、GNU General Public Licenseでライセンスされている。

## 歴史
GFSは1997年、ミネソタ大学ツインシティー校で開発されたのが起源である。当初SGIのIRIX上で開発していたが、オープンソースの環境の方が開発しやすいことから1998年にはLinuxに移行した。
1999年末から2000年初めに、その開発はSistina Softwareに移行され、しばらくオープンソースで開発を続行していた。
しかし2001年、SistinaはGFSをオープンソースでないライセンスで商用化することを選択した。そのため開発者らがGFSの最新版からOpenGFSをフォークさせ、OpenDLMと共に更新を続けた。
その後2003年12月、レッドハットがSistinaを買収し、2004年6月にGPLライセンスでGFSと各種クラスタ基盤部品をリリースしたため、OpenGFSとOpenDLMは事実上意味がなくなった。
レッドハットはその後バグ修正と安定性向上に注力し、GFSから派生したGFS2と分散ロックマネージャ（GFSと共通）をLinux 2.6.19に組み込んだ。GFS2はRed Hat Enterprise Linux 5.2で、評価目的のためにカーネルモジュールとして含まれ、5.3アップデートで、カーネルパッケージの一部となった。一方、GFSは、Red Hat Enterprise Linux 6からは対応されない。
2007年、GFSはFedoraやCentOSといったLinuxディストリビューションにも採用された。Red Hat Enterprise Linux上でGFSを完全に動作させるための有償サポートもある。Red Hat Enterprise Linux 5からは、RHEL Advanced PlatformにGFSサポートも含まれており、サポートに追加コストは発生しない。
以下にバージョン番号と機能の対応を示す。
- v1.0 (1996) SGI IRIXのみ
- v3.0 Linuxに移植
- v4 ジャーナリング
- v5 冗長ロックマネージャ
- v6.1 (2005) 分散ロックマネージャ